# 林雍
林雍（1420年—？），字萬容，福建漳州府龍溪縣人，民籍，明朝政治人物。進士出身。

## 生平
福建鄉試第三十六名。景泰五年（1454年）甲戌科會試第一百九十三名，殿試登進士第三甲第三十一名。

## 家族
曾祖林均華。祖父林德貴。父亲林晦暘。